# Gonocarpus diffusus
Gonocarpus diffusus är en slingeväxtart som först beskrevs av Friedrich Ludwig Diels, och fick sitt nu gällande namn av Anthony Edward Orchard. Gonocarpus diffusus ingår i släktet Gonocarpus och familjen slingeväxter. Inga underarter finns listade i Catalogue of Life.